# Suquamish
Suquamish, pleme Salishan Indijanaca sa zapadne strane Puget Sounda od Applegate Cove do Gig Harbora u Washingtonu. Suquamishi se dijele na Saktabsh i Suquamish,  jezično su srodni Duwamish, Muckleshoot, Nisqually, Puyallup, Sahehwamish i Snoqualmie Indijancima, s kojima pripadaju grani Nisqually govornika, a jezik im se naziva lushootseed (ili xʷəlšucid, dxʷləšúcid, Puget Salish, Puget Sound Salish). Prema procjenama 1700.-te ih je bilo oko 1,000, dok im broj 2004. iznosi 890 (IHC). sada žive na rezervatu Port Madison u Washingtonu.

## Ime
Naziv Suquamish dolazi po 'majčinskom' selu i zimskom naselju D’Suq’Wub (=“place of clear salt water,” na Agate Passu, prema arheolozima, naseljenom najmanje 2000 godina prije izgradnje najveće, 600 stopa 'duge kuće' Old Man House, izgrađene oko 1815.-te, te zapaljene oko 1870.-te
Pleme Suquamish ne smije se pobrkati s plemenom sličnog imena, Squamish ili Squawmish.

## Lokalne skupine
- Saktabsh, ova grupa živjela je na Sinclair i Dyes Inletu i jugu otoka Blakely island s naseljima na području Bremertona i Eagle Harboru.
- Suquamish, su s Liberty Baya u Port Madisonu i na sjeveru otoka Blakely s naseljima u Suquamishu i na Point Monroe.

## Kultura i povijest
Suquamish u području Puget Sounda žive tisućama godina prije nastanka okruga Kitsap (1857.) i države Washington (1889.). Svojim tradicionalnim životom ribara, sakupljača i lovaca žive sve do 1880.-tih kada počinje njihova akulturacija i ulazak u suvremeno američko društvo. Od 1880.-tih pa do 1920.-tih njihova djeca od 4 pa do 18 godine silom su odvođena u škole bijelaca gdje nisu smjeli govoriti svojim jezikom, niti su ga malena djeca učila, a zabranjivano im je bilo i održavanje bilo kakvih plemenskih tradicija.
Suquamishi su bili su eksperti u košaraštvu, ribolovu i gradnji velikih drvenih kanua. Konje nisu imali, pa je kanu bio glavno sredstvo za transport roba i ljudi, putovanja i trgovinu, a izrađivali su ih iz jednog komada debla cedra. 
Suvremeni Suquamishi su suveren narod i od SAD.-a federalno priznati. Po podacima ih 1996. bilo ih je preko 780, a rezervat Port Madison nalazi se u okrugu Kitsap. 
Poznatiji poglavica Seattle (1780-1866), čuven po svome pismu (vidi) o zaštiti prirode

## Vanjske poveznice
- Suquamish  Arhivirana inačica izvorne stranice od 10. svibnja 2008. (Wayback Machine)
- Suquamish Indian Tribe
- Suquamish tribe: Port Madison Indian Reservation, Washington